# Terra Alta (comarca)
Terra Alta is een comarca van de Spaanse autonome regio Catalonië. Het is onderdeel van de provincie Tarragona. In 2005 telde Terra Alta 12.724 inwoners op een oppervlakte van 743,36 km². De hoofdstad van de comarca is Gandesa.

## Gemeenten
| Gemeente              | Inwoners | Gemeente           | Inwoners | Gemeente          | Inwoners |
| --------------------- | -------- | ------------------ | -------- | ----------------- | -------- |
| Arnes                 | 514      | Batea              | 2094     | Bot               | 783      |
| Caseres               | 318      | Corbera d'Ebre     | 1117     | La Fatarella      | 1180     |
| Gandesa               | 3028     | Horta de Sant Joan | 1241     | El Pinell de Brai | 1099     |
| La Pobla de Massaluca | 433      | Prat de Comte      | 191      | Vilalba dels Arcs | 726      |